# Gaj (Mogilany)

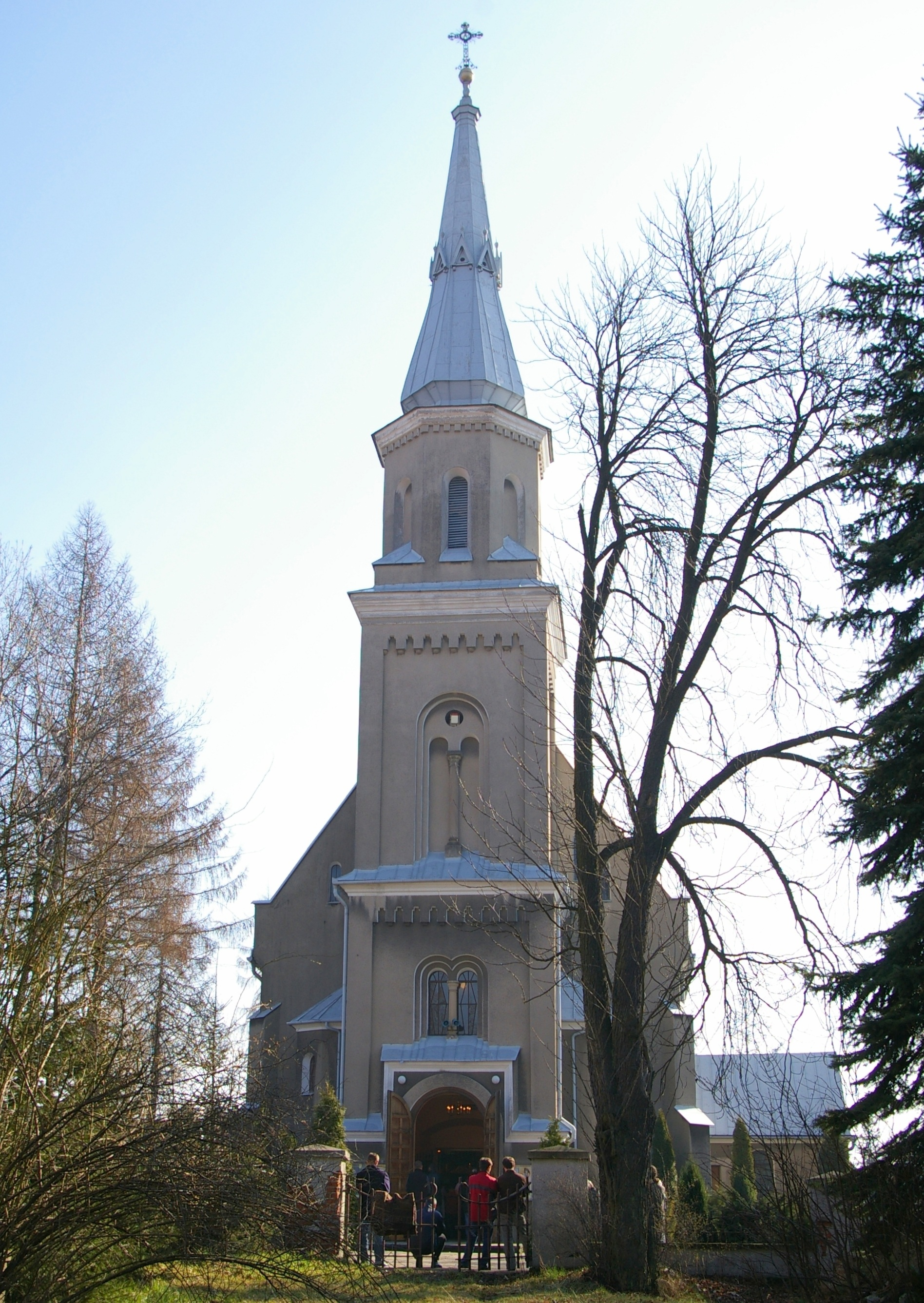
Kirche

Gaj ist eine Ortschaft mit einem Schulzenamt der Gmina Mogilany im Powiat Krakowski der Woiwodschaft Kleinpolen in Polen.

## Geschichte
Der Ort wurde schon im Jahre 1088 erstmals urkundlich erwähnt, im Jahre 1277 gab es eine Holzkirche der Benediktiner von Tyniec. Der Name Gaj ist die polnische Bezeichnung für Hain.
Bei der Ersten Teilung Polens kam Gaj 1772 zum neuen Königreich Galizien und Lodomerien des habsburgischen Kaiserreichs (ab 1804).
In den Jahren 1801 und 1808 verbrachte General Józef Bem die Sommerferien im lokalen Gutshof. 
1918, nach dem Ende des Ersten Weltkriegs und dem Zusammenbruch der k.u.k. Monarchie, kam Gaj zu Polen. Unterbrochen wurde dies nur durch die Besetzung Polens durch die Wehrmacht im Zweiten Weltkrieg. Es gehörte dann zum Generalgouvernement.
Von 1975 bis 1998 gehörte Gaj zur Woiwodschaft Krakau.

## Verkehr
Durch Gaj verläuft die Staatsstraße DK 7, ein Teil der sehr belebten sogenannten Zakopianka, die Krakau mit Zakopane verbindet.